# Panaxia rossica
Panaxia rossica là một loài bướm đêm thuộc phân họ Arctiinae, họ Erebidae.